# Vida Ognjenović

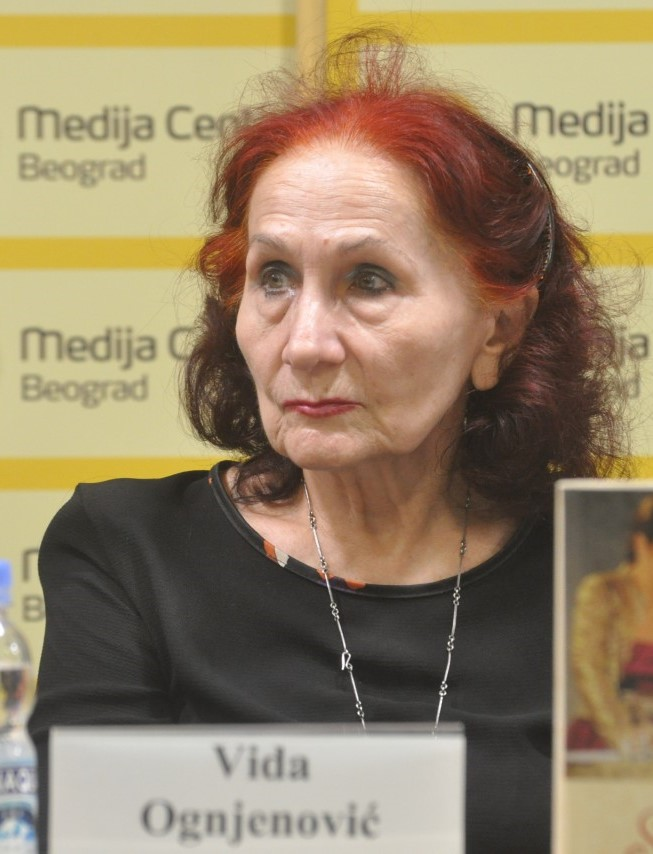
Vida Ognjenović, 2019

Vida Ognjenović [ʋǐːda oɡɲěːnoʋitɕ] (serbisch-kyrillisch Вида Огњеновић; * 14. August 1941 in Dubočke (Дубочке) bei Nikšić, Königreich Jugoslawien) ist eine serbische Regisseurin, Autorin, Hochschullehrerin, Politikerin und Diplomatin. Sie war von 1990 bis 1993, als erste Frau, Direktorin des Nationaltheaters Belgrad. Ognjenovic ist Präsidentin des serbischen PEN-Zentrums und war als Botschafterin in Norwegen und Dänemark akkreditiert.

## Leben

### Ausbildung und Beruf
Ognjenović wurde 1941 im Dorf Dubočke, etwa 20 Kilometer nordwestlich der Stadt Nikšić im heutigen Montenegro geboren. Sie hatte acht Geschwister, wuchs aber aus gesundheitlichen Gründen getrennt von ihnen bei den Großeltern auf. Diese zogen in die Vojvodina, wo Ognjenović die Grundschule in Vrbas und das Gymnasium in Sremski Karlovci besuchte. Ihre Studienzeit absolvierte sie mit zwei Abschlüssen in Literatur und Sprachen an der Universität Belgrad (1963) und in Regie an der Belgrader Akademie für Theater, Film und Fernsehen (1965). Ognjenović schrieb sich für ein Aufbaustudium an der Sorbonne in Paris ein und erwarb 1972 den Master of Fine Arts (M.F.A.) in Regie an der University of Minnesota.
Von 1974 bis 1979 war Ognjenović Assistenzprofessorin für Dramaturgie an der Universität der Künste in Belgrad. Im Jahr 1977 erhielt sie einen Vier-Jahres-Vertrag als künstlerische Leiterin des Nationaltheaters in derselben Stadt. Anschließend wirkte sie dort als Regisseurin und Dramatikerin, bis Ognjenović von April 1990 bis Januar 1993 als erste und bis November 2018 einzige Frau die Direktion übernahm. Daneben unterrichtete sie zwischen 1982 und 2001 als Gastprofessorin und Dozentin an mehreren großen Universitäten in den Vereinigten Staaten (University of California, Los Angeles, University of Illinois at Chicago, University of California, Berkeley, Stanford University).
Im Jahr 2009 gründete Ognjenovi das Novi Tvrđava Teatar in der Vila Stanković bei Novi Sad.
Ognjenovic ist Präsidentin des serbischen PEN-Zentrums und seit September 2012 Vizepräsidentin von PEN International. Sie lebt und arbeitet in Belgrad.

### Werk
Ognjenović hat fast hundert Theaterstücke und viele Fernseh- und Radioproduktionen inszeniert. Ihre Theaterarbeit umfasst Produktionen für eine Reihe von Theatern im ehemaligen Jugoslawien sowie im Ausland. Neben Dramen, gehören Erzählungen, Novellen sowie Kurzgeschichten zu ihrem Lebenswerk. Ihre Bücher wurden mit zahlreichen Preisen ausgezeichnet und ins Deutsche, Englische, Polnische, Ungarische und Tschechische übersetzt.
Zu drei von sechs Fernsehfilmen, bei denen Ognjenović Regie führte, schrieb sie auch das Drehbuch. Über Albert Einsteins erste Ehefrau Mileva Marić verfasste sie 1972 das Skript, führte Regie, schuf 1998 ein Theaterstück und schrieb 2011 das Libretto für eine Oper in zwei Akten von Aleksandra Vrebalov.

### Politik und Diplomatie
Ognjenović zählt zu den Mitbegründern der 1989 gegründeten linksliberalen
Demokratska Stranka (DS, Demokratische Partei) und des 1996 gegründeten Ablegers Demokratski centar (DC, Demokratisches Zentrum) an, die sich nach der Ermordung Zoran Đinđićs wieder zusammenschlossen. Sie gehörte dem Präsidium der Demokratska Stranka an.
Vida Ognjenović wurde 2001 zur Botschafterin Serbiens und Montenegros in Norwegen ernannt. Mit der Auflösung des Staatenbundes war 2006 ihre Amtszeit beendet. Von Juni 2011 bis Februar 2013 diente sie als Botschafterin Serbiens in Dänemark.

## Auszeichnungen (Auswahl)
Ognjenovićs Bühnenwerke wurden mehrfach mit dem Sterija-Preis des Festivals Sterijino pozorje ausgezeichnet und gewannen alle wichtigen Theaterpreise ihres Heimatlandes. Zu ihren Literaturpreisen zählen beispielsweise:
- Andriceva Nagrada (Andrić-Preis), 1994 für Otrovno Mleko Maslacka.
- Joakim-Vujić-Statue, 2001.
- Branko-Ćopić-Preis, 1996.
- Laza-Kostić-Preis, 1996.
- Prosveta – Buch des Jahres, 1994.

## Werke (Auswahl)

### Dramen
- Melanholicne Drame, 1991.
- Kanjos Macedonovic, 1993.
- Devojka Modre Kose, 1993.
- Setne Komedije, 1994.
- Mileva Ajnštajn, 1998.
- Drame I-III, 2001–2002.
- Don Krsto, 2007.

### Erzählungen und Kurzgeschichten
- Otrovno Mleko Maslacka, 1994.
- Stari Sat, 1996.
- Najlepše pripovetke, 2001.

### Libretto
- Mileva, 2011.

### Novelle
- Kuca Mrtvih Mirisa, 1995.

### Studien
- Strah od Scenske Rasprave, 1980.
- Sekspiromanija, 1980.

### Übersetzung ins Serbische
- Luda igra («Луда игра») – Narrentanz von Leo Birinski, 1988.

## Filmografie

### Filmregisseurin
- Neznani junak, 1972.
- Mileva Ajnstajn, 1972.
- Oni lepi rodjendani, 1973.
- Ujez, 1974.
- Maj nejm iz Mitar, 1984.
- Corba od kanarinca, 2001.

### Drehbuchautorin
- Mileva Ajnstajn, 1972.
- Ujez, 1974.
- Maj nejm iz Mitar, 1984.
- Kako zasmejati gospodara, 1988.

### Schauspielerin
- Narodno pozoriste u 10 cinova, Folge: Tajna vecera, 2018.